# Sci-Fi SKANE
Sci-Fi SKANE är ett svenskt band som består av Thomas Öberg (sång), Jonas Jonasson (synth) och Marcus Törncrantz.
Bandmedlemmarna kommer från bob hund och gick på samma skola i Helsingborg.
I maj 2005 släpptes singeln Jag har aldrig bott vid en landsväg, en cover på Canned Heats Going Up The Country, och 16 november samma år kom Sci-Fi SKANE:s debutalbum Känslan av att jorden krymper, växer.